# 1900年夏季奧林匹克運動會田徑男子馬拉松比賽
在1900年夏季奧林匹克運動會田徑比賽中，男子馬拉松比賽於1900年7月19日舉行，共有來自五個國家的13名運動員參加。馬拉松賽程的距離為40.26公里。這場馬拉松比賽的冠軍是法國的選手米歇尔·泰阿托，他在比賽中以2小時59分45秒的成績奪得金牌。法國的另一位選手埃米爾·尚皮翁獲得銀牌，瑞典的選手恩斯特·法斯特獲得銅牌。
冠軍米歇尔·泰阿托原本是盧森堡的居民，但居住在巴黎。當時奧運會選手不是由國家奧委會選拔和報名的，因此泰阿托被記錄為法國人。數十年後當他的真實國籍確定後，盧森堡大公國向國際奧委會提出投訴，並請求更改泰阿托的奧運紀錄國籍；但這一投訴在2004年被拒絕接受。
在2021年，國際奧委會的網上數據和奧運獎牌榜，包括這場比賽和其他八場比賽更改獎牌得主國籍，其中包括米歇尔·泰阿托。這使以為盧森堡正式恢復這個奧運金牌。然而國際奧委會後來撤銷這一在網上數據中的更改。
共有20名選手報名參賽，但只有13人出賽，最終有7人完成比賽：其中一人在道路賽前的四圈跑道上退賽。圖凱-道尼斯一開始領先，但因為天氣炎熱而退賽。法斯特取得領先，但在試圖跟上法國選手的節奏時疲憊不堪，最終被泰阿托和尚皮翁超越。
當時馬拉松賽程距離尚未標準化；1900年的版本使用的賽程長度為40.26公里（相較於1896年的約40公里和後來設定的42.195公里標準）。賽程起始於體育場的四圈跑道（2公里），然後穿越巴黎市區的街道進行比賽。

## 紀錄
這些是1900年夏季奧運會前的世界和奧運會紀錄（以小時計）。在1924年之前，馬拉松的距離並未標準化，世界紀錄或最佳成績也未獲得官方認可。
| 世界紀錄   | 傑克·卡弗里（加拿大）   | 2:39:44（40.23公里） | 波士頓     | 1900年4月19日       |
| 奧運會紀錄 | 斯皮里顿·路易斯（希腊） | 2'58:50(*)           | 雅典，希臘 | 1896年4月10日（NS） |

(*) 距離為40公里

## 比賽結果
| 排名 | 運動員             | 國家   | 時間    |
| ---- | ------------------ | ------ | ------- |
| 金牌 | 米歇尔·泰阿托      | 法国   | 2:59:45 |
| 銀牌 | 埃米爾·尚皮翁      | 法国   | 3:04:17 |
| 銅牌 | 恩斯特·法斯特      | 瑞典   | 3:37:14 |
| 4    | 尤金·貝斯          | 法国   | 4:00:43 |
| 5    | 亞瑟·紐頓          | 美国   | 4:04:12 |
| 6    | 狄克·格蘭特        | 美国   | 未知    |
| 7    | 羅納德·J·麥克唐納  | 加拿大 | 未知    |
| —    | 奧古斯特·馬夏      | 法国   | DNF     |
| —    | 約翰·尼斯特羅姆    | 瑞典   | DNF     |
| —    | 歐內斯特·艾昂·普爾 | 英国   | DNF     |
| —    | 弗雷德里克·蘭多爾  | 英国   | DNF     |
| —    | 威廉·索華德        | 英国   | DNF     |
| —    | W. 泰勒            | 英国   | DNF     |
| —    | 喬治·圖凱-多尼斯   | 法国   | DNF     |
| —    | 艾米利奧·班菲      | 意大利 | DNS     |
| —    | 約翰·克里根        | 美国   | DNS     |
| —    | 亞歷山大·格蘭特    | 加拿大 | DNS     |
| —    | 約翰·馬奎爾        | 英国   | DNS     |
| —    | 馬滕斯             | 法国   | DNS     |
| —    | 雅各布·沃爾夫      | 匈牙利 | DNS     |
| —    | 埃托雷·吉利亞      | 意大利 | DNS     |

## 資料來源
具體資料
1. ↑  . pierrelagrue-jo.com.   [2017年4月20日]. （原始内容存档于2023年12月16日）.
2. ↑  . Olympics.com. International Olympic Committee.   [2023年7月17日]. （原始内容存档于2021年6月16日）.
3. ↑  . Olympics.com. International Olympic Committee.   [2024-02-02]. （原始内容存档于2022-08-28）.
4. 1 2  . Olympedia.   [2020-08-23]. （原始内容存档于2024-05-02）.
5. ↑  . archive.boston.com.   [2023年7月14日]. （原始内容存档于2023年7月14日）.
6. ↑  . www.baa.org.   [2024-02-02]. （原始内容存档于2012-03-07） （英语）.
7. ↑  . www.baa.org.   [2023年7月14日]. （原始内容存档于2021年12月21日） （英语）.

一般資料
- 國際奧委會資料庫 （页面存档备份，存于）
- De Wael, Herman. Herman's Full Olympians: "Athletics 1900". 2006年3月18日存檔於的存檔，存档日期2006年2月11日，..
- Mallon, Bill. . North Carolina, Jefferson: McFarland & Company, Inc., Publishers. 1998. ISBN 0-7864-0378-0.